# Спунеризм
Спунери́зм (англ. spoonerism) — навмисна або ненавмисна перестановка звуків (зазвичай початкових) у двох або більше словах, що викликає часто комічний ефект.

## Опис
Назва походить від прізвища Вільяма Арчибальда Спунера (William Archibald Spooner, 1844—1930) — англійського філософа, богослова, керівника Нового коледжу в Оксфордському університеті. Саме він прославився подібними обмовками. Так, у 1879 р. він оголосив церковний гімн «Conquering Kings Their Titles Take» («Царі-переможці приймають титули…») як «Kinkering Congs Their Titles Take» («Скручуються шахрайства…»). Серед інших його обмовок такі:
- «Господь наш леопард, що штовхає» (англ. The Lord is a shoving leopard, замість a loving shepherd — «люблячий пастир»)
- «За здоров'я нашого гомосексуального декана» (англ. Three cheers for our queer old dean замість «За здоров'я нашої дорогої королеви»)

Спунеризм вчені розглядають як різновид «фоносилабічного хіазму» (Г. В. Векшин). А на думку Макса Фрая,
|  | Мова потребує такого роду безневинних знущань, як житлове приміщення — провітрювання. |